# 鈴蘭南座
鈴蘭南座（すずらんみなみざ）は愛知県名古屋市北区にかつて存在した劇場。

## 概要
北区大曽根一丁目の「鈴蘭通商店街」中程を南側に入った場所に位置していた 。1954年（昭和29年）、名古屋北部の歓楽街として知られた当地に初代小屋主の長野英吉によって開業された大衆演劇場で、蔵を改造した建物は閉館まで昔ながらの芝居小屋の風情を残していた。昭和の終わり頃には客足が遠いたことから一時期は学生演劇やライブなどへの貸しホールとして利用されていたが、そののち大衆演劇の公演を再開した。通常公演が終了した2016年（平成28年）6月29日までは、ほぼ月替りで大衆演劇の公演を行なっており、地元客に加えて全国各地からも観客が訪れていた。
2016年（平成28年）7月10日には「さよなら興行」が開催され、これをもって閉館。翌11日の建物解体が報じられる。緞帳落とし興行は瀬戸市に本拠地を構える県内唯一の大衆演劇劇団、御陵一座が務めた。
建物は2013年（平成25年）3月22日に名古屋市の登録地域建造物資産第92号として登録されていた。